# Ireneusz Żurawicz
Ireneusz Żurawicz (ur. 24 stycznia 1978 w Gorzowie Wielkopolskim) – polski bobsleista oraz lekkoatleta.

## Bobsleje
Startuje w tej dyscyplinie od 2004. Był rezerwowym zawodnikiem reprezentacji Polski (rozpychającym) w czwórkach podczas Igrzysk Olimpijskich 2006 w Turynie. Startował w czwórkach na Mistrzostwach Świata 2005 w Calgary (20. miejsce, partnerzy: Dawid Kupczyk, Michał Zblewski, Mariusz Latkowski) i na Mistrzostwach Świata 2007 w Sankt Moritz (również 20. miejsce, partnerzy: Kupczyk, Zblewski i Marcin Płacheta). Startował  także w zawodach Pucharu Świata.
Występuje w klubie KS Śnieżka Karpacz.

## Lekkoatletyka
Był wieloboistą. Reprezentował klub AZS-AWF Gorzów Wielkopolski. Startował w latach 1993–2004. Był wicemistrzem Polski w dziesięcioboju w 2000 i 2001 oraz brązowym medalistą w tej konkurencji w 1999, 2002 i 2003. Zdobył także srebrny medal w sztafecie 4 x 100 m w Mistrzostwach Polski w 2002.
Żurawicz był halowym mistrzem Polski w siedmioboju w 2001, w 1998 był wicemistrzem, a w 2002 brązowym medalistą. Od 1997 do 2003 startował w zawodach Pucharu Europy w wielobojach.

## Rekordy życiowe
- dziesięciobój – 7551 punktów (6 lipca 2003 w Tallinnie)
- siedmiobój (hala) – 5417 punktów (25 lutego 2003 w Spale)